# Піт Маравіч
Пітер Пресс Маравіч (англ. Peter Press Maravich) — легендарний американський баскетболіст, один з найкращих гравців в історії НБА.

## Коротка біографія
Піт Маравіч народився 22 червня 1947 року в місті Аліквіппа, штат Пенсильванія, США. 3 роки навчався в університеті штату Луїзіана, де встановив 2 роки результативності в NCAA. Він досі залишається лідером NCAA за показниками набраних очок за кар'єру (3667) та в середньому за гру (44,2). 1970 року був задрафтований під загальним 3 номером драфту командою НБА «Атланта Гокс». Загалом провів в найсильнішій баскетбольній лізі світу 10 сезонів, виступаючи за 3 команди: «Атланта Гокс», «Ню-Орлеан/Юта Джаз» та «Бостон Селтікс». Один з наймолодших гравців, включений до Баскетбольної зали слави НБА (Naismith Memorial Basketball Hall of Fame). Помер у віці 40 років від серцевого нападу, пов'язаного із вродженою вадою серця (відсутність лівої коронарної артерії). 1974 року, в одному з інтерв'ю Піт Маравіч заявив: «Я не хочу грати 10 років в НБА, а потім померти від зупинки серця у 40 років (англ. I don't want to play 10 years [in the NBA] and then die of a heart attack when I'm 40)»[1]. Незважаючи на свою порівняно коротку кар'єру в НБА, він встановив багато рекордів і визнаний одним з 50 найкращих баскетболістів НБА всіх часів (1996). Піт Маравіч був впевнений, що всього можна добитися лише важкою та наполегливою працею. Він тренувався багато годин кожного дня, відпрацьовуючи все нові технічні елементи та прийоми. Не даремно, в 2010 році, інший легендарний американський баскетболіст Джон Хавлічек сказав про «Пістолета»: «Найкращий володар м'яча всіх часів — (Піт) Маравіч» («The best ball-handler of all time was (Pete) Maravich»)[2]

## Нагороди та досягнення
- Рекорд за набраними очками за кар'єру в NCAA — 3667 очок
- Лідер за набраними очками за сезон в НБА (1977)
- 5-разовий учасник Матчу всіх зірок НБА (1973-74, 1977-79)
- 1-збірна всіх зірок НБА (1976-1977)
- 2-збірна всіх зірок НБА (1973,1978)
- Обраний до Баскетбольної зали слави НБА (Naismith Memorial Basketball Hall of Fame (1987)
- Один з 50 найкращих гравців в історії НБА (One of 50 Greatest Players in NBA History (1996)
- За ним закріплений 7 номер в «Юта Джаз» та «Ню-Орлеан Пеліканс».